# 2009年MTV電影大獎
2009年MTV電影大獎在2009年5月31日於加州環球市（Universal City）吉布森劇院（Gibson Amphitheatre）舉行。典禮主持人為安迪·山伯格（Andy Samberg）。電影《暮光之城：無懼的愛》贏得本屆最佳影片。

## 表演者
典禮表演如下：
- 阿姆－《We Made You》與《Crack a Bottle》
- 里昂王族－《Use Somebody》
- 黎安·萊姆絲、克里斯·艾塞克（Chris Isaak）和佛瑞斯特·惠塔克－寂寞孤島（The Lonely Island）組曲
- 安迪·山伯格、威爾·法洛和J·J·亞柏拉罕－《Cool Guys Don't Look at Explosions》

## 頒獎人
頒獎人及介紹人如下：
| 來賓                                                                                               | 內容                                 |
| -------------------------------------------------------------------------------------------------- | ------------------------------------ |
| 賈斯汀·巴沙（Justin Bartha） 布萊德利·古柏 艾德·赫姆斯（Ed Helms） 泰拉姬·漢森（Taraji P. Henson） | 介紹阿姆                             |
| 麥可·貝 梅根·福克斯                                                                                | 介紹《變形金剛：復仇之戰》短片       |
| 艾碧·貝絲琳 卡麥蓉·狄亞 蘇菲亞·瓦希麗娃（Sofia Vassilieva）                                        | 頒發最佳女演員                       |
| 布魯諾                                                                                             | 頒發最佳男演員                       |
| 珊卓·布拉克 萊恩·雷諾斯                                                                            | 頒發最佳接吻                         |
| 柴克·艾弗隆 基佛·蘇德蘭 Triumph, the Insult Comic Dog                                              | 頒發世代獎                           |
| 安娜·法瑞絲 克里斯·潘恩                                                                            | 頒發最佳突破女演員                   |
| 威爾·法洛 丹尼·麥布萊（Danny McBride）                                                             | 頒發最佳喜劇演出                     |
| 丹尼爾·雷德克里夫 魯伯特·葛林 艾瑪·華特森                                                          | 介紹《哈利波特－混血王子的背叛》短片 |
| 喬納·希爾 凡妮莎·安·哈金斯                                                                         | 頒發最佳突破男演員                   |
| 西亞·李畢福                                                                                        | 頒發最佳打鬥                         |
| 羅伯·派汀森 克莉絲汀·史都華 泰勒·洛特                                                              | 介紹《暮光之城2：新月》短片          |
| 小韋恩 蕾頓·米絲特                                                                                 | 頒發最佳電影歌曲                     |
| 席艾娜·米勒 查寧·塔圖                                                                              | 介紹里昂王族                         |
| Cleaned Up Orbit Rapper Big Pak 希丹·彭尼蒂亞                                                      | 頒發令人傻眼場面                     |
| 丹佐·華盛頓與奧利維亞·華盛頓                                                                       | 頒發最佳影片                         |
| | 頒發最佳反派                         |

## 入圍及得獎名單
得獎人或作品以「粗體」表示

### 最佳影片
- 《暮光之城：無懼的愛》
  - 《貧民百萬富翁》
  - 《歌舞青春3：畢業季》
  - 《鋼鐵人》
  - 《黑暗騎士》

### 最佳女演員
- 克莉絲汀·史都華《暮光之城：無懼的愛》
  - 安潔莉娜·裘莉《刺客聯盟》
  - 安·海瑟薇《新娘大作戰》
  - 凱特·溫斯蕾《為愛朗讀》
  - 泰拉姬·漢森《班傑明的奇幻旅程》

### 最佳男演員
- 柴克·艾弗隆《歌舞青春3：畢業季》
  - 克里斯汀·貝爾《黑暗騎士》
  - 小勞勃·道尼《鋼鐵人》
  - 西亞·李畢福《鷹眼》
  - 馮·迪索《玩命關頭4》

### 最佳突破女演員
- 艾希莉·緹絲黛爾《歌舞青春3：畢業季》
  - 亞曼達·塞佛瑞《媽媽咪呀！》
  - 芙蕾達·平托《貧民百萬富翁》
  - 凱特·丹寧絲《愛情無限譜》
  - 麥莉·希拉《孟漢娜電影版》
  - 凡妮莎·安·哈金斯《歌舞青春3：畢業季》

### 最佳突破男演員
- 羅伯·派汀森《暮光之城：無懼的愛》
  - 班·巴恩斯《納尼亞傳奇：賈思潘王子》
  - Bobb'e J. Thompson（英语：Bobb'e J. Thompson）《模範大哥哥》
  - 戴夫·帕托（Dev Patel）《貧民百萬富翁》
  - 泰勒·洛特《暮光之城：無懼的愛》

### 最佳喜劇演出
- 金·凱瑞《沒問題先生》
  - 愛咪·波勒《寶貝媽媽》
  - 安娜·法瑞絲《女郎我最兔》
  - 詹姆斯·法蘭科《菠蘿快遞》
  - 史提夫·卡爾《特務行不行》

### 最佳反派演員
- 希斯·萊傑《黑暗騎士》
  - 戴瑞克·梅耶斯（Derek Mears）《黑色星期五》
  - 巨石強森《特務行不行》
  - 強納森·史凱奇（Johnathon Schaech）《舞夜驚魂》
  - 路克·高斯（Luke Goss）《地獄怪客2：金甲軍團》

### 最佳接吻鏡頭
- 克莉絲汀·史都華與羅伯·派汀森《暮光之城：無懼的愛》
  - 安潔莉娜·裘莉與詹姆斯·麥艾維《刺客聯盟》
  - 芙蕾達·平托與戴夫·帕托《貧民百萬富翁》
  - 詹姆斯·法蘭科與西恩·潘《自由大道 》
  - 保羅·魯德（Paul Rudd）與湯瑪斯·雷恩（Thomas Lennon）《麻吉伴郎》
  - 凡妮莎·安·哈金斯與柴克·艾弗隆《歌舞青春3：畢業季》

### 最佳打鬥畫面
- 羅伯·派汀森 vs. 凱姆·吉甘特《暮光之城：無懼的愛》
  - 安·海瑟薇 vs. 凱特·哈德森《新娘大作戰》
  - 克里斯汀·貝爾 vs. 希斯·萊傑《黑暗騎士》
  - 朗·柏曼（Ron Perlman）vs. 路克·高斯《地獄怪客2：金甲軍團》
  - 塞斯·羅根與詹姆斯·法蘭科 vs. 丹尼·麥布萊《菠蘿快遞》

### 最令人傻眼場面
- 愛咪·波勒《寶貝媽媽》－「在洗手台小便」
  - 安潔莉娜·裘莉《刺客聯盟》－「轉彎子彈殺人」
  - Ayush Mahesh Khedekar（英语：Ayush Mahesh Khedekar）《貧民百萬富翁》－「跳進大糞坑」
  - 班·史提勒《開麥拉驚魂》－「撿起人頭並舔一舔」
  - 傑森·席格（Jason Segel）與基絲汀·貝爾《忘掉負心女》－「在裸體的時候分手」

### 最佳歌曲
- 麥莉·希拉《The Climb》－《孟漢娜電影版》
  - A. R. 拉曼《Jai Ho》－《貧民百萬富翁》
  - 布魯斯·史普林斯汀《The Wrestler》－《力挽狂瀾》
  - 帕拉摩爾《Decode》－《暮光之城：無懼的愛》

### 世代獎
- 班·史提勒

## 外部連結
- 互联网电影数据库（IMDb）上《2009 MTV Movie Awards》的资料（英文）
- MTV電影大獎官方網站（页面存档备份，存于）